# Finca Rosita

Estructuras de Finca Rosita

La Finca Rosita es un sitio arqueológico de la época precolombina ubicada en la ciudad de Santa Ana de la República de El Salvador. Fue un sitio grande y dominante en el área del municipio de Santa Ana, donde destaca una pirámide de 13 metros de altura. Fue habitado durante el período preclásico medio y tardío, siendo deshabitado por el IIII d. C., a finales del período preclásico y antes de la erupción de la caldera del lago de Ilopango.

## Estructuras
El sitio arqueológico Finca Rosita está conformado por cinco estructuras principales distribuidas alrededor de dos grandes plazas. La estructura 1 es una pirámide construida de arcilla con una forma más o menos circular y mide 60 m de diámetro y 13 m de altura	
Hacia el norte de la estructura 1 se extiende una gran plaza que mide 75 x 75 m, la cual termina al noreste por la estructura 2, la cual es una pirámide pequeña que mide 15 x 10 m en la base y alrededor 2.5 a 3 m de altura. Al oriente la plaza existe una pendiente en cuyo extremo se construyó la estructura 3, que mide 25 x 10 m en la base y 0.50 m de altura.
Al sur de la estructura 1 se extiende la gran plaza central que cubre una superficie de 70 x 55 m y que está limitada al suroeste por la estructura 4, la cual es una elevación artificial del terreno que mide una poca más de 1 m de altura que forma una explanada elevada de 60 x 60 m denominada como Plaza Sur; está plaza es delimitada al suroriente por la estructura 5 que es una pirámide de 50 m de diámetro y 10 m de altura, mientras que al surponiente la plaza sur es delimitada por la estructura 6 que es una pirámide orientada 220° hacia al norte y que mide 18 m de longitud y 7 m de alto.

## Proyectos
| Año  | Tiempo de Excavación            | Tipo de Proyecto | Investigador a Cargo | Notas                                                                                               |
| ---- | ------------------------------- | ---------------- | -------------------- | --------------------------------------------------------------------------------------------------- |
| 1995 |                                 | Rescate          | Howard Earnest       | Terrenos de la Finca Rosita                                                                         |
| 1998 | Marzo de 1998                   | Rescate          | Luis Alberto Martos  | Finca Rosita                                                                                        |
| 1998 |                                 | Rescate          | José Vicente Genovez | Área norte de la estructura 1, Finca Rosita.                                                        |
| 2001 |                                 | Rescate          | José Erquicia Cruz   | Finca Rosita                                                                                        |
| 2001 | 20 de agosto de 2001, 2 semanas | Rescate          | Fabricio Valdivieso  | Terreno Propiedad de Transportes Pesados S.A al Suroeste del Sitio Arqueológico Finca Santa Rosita. |